# Dreaming of You (песня)
«Dreaming of You» (с англ. — «Мечтаю о тебе») — песня американской певицы Селены, выпущенная посмертно 14 августа 1995 года на лейбле EMI Latin в качестве ведущего сингла из одноимённого альбома. Авторами композиции являются Франне Голде и Том Сноу, а продюсером — Гай Рош. Первоначально трек был предназначен для американской R&B-группы The Jets, но они отказались от песни. Поверив в потенциал композиции, Франне Голде передала её Селене. Музыкальному продюсеру и брату певицы Эйби Кинтанилье трек изначально не понравился; позже, в 2002 году в одном из интервью он рассказал, что довольно «критично» относился к первой демоверсии этой песни. «Dreaming of You» — поп-баллада, описывающая чувства тоски по возлюбленному певицы, о котором она мечтает по ночам.
Песня получила положительные отзывы критиков, некоторые из которых сравнивали её с работами Мадонны и Полы Абдул. В 1996 году на BMI Pop Music Award композиция была признана самой проигрываемой на радиостанциях США, общее число её ротаций составило два миллиона. Ряд изданий назвали «Dreaming of You» одной из лучших песен за всю карьеру Селены. В Los Angeles Times композицию признали одним из лучших синглов 1995 года; автор Брюс Поллок включил её в свою книгу «7500 самых значимых песен эры рок-н-ролла».

## Предыстория
В 1989 году выступление Селены на церемонии награждения Tejano Music Awards увидел руководитель нового лейбла EMI Latin Хосе Бехар, который на тот момент искал новых латиноамериканских исполнителей, и решил подписать певицу на лейбл EMI Capitol. Глава Sony Music Latin, также наблюдавший за выступлением Селены, предложил Аврааму Кинтанилье вдвое больше гонорара Capitol. Кинтанилья принял предложение EMI Latin: он хотел, чтобы Селена записала кроссоверный альбом, и чтобы его дети стали первыми музыкантами, подписавшими контракт с лейблом.
После подписания контракта с EMI Latin, Бехар и Стивен Финфер запросили для певицы запись англоязычного альбома. Селену попросили сделать три демозаписи на английском языке для Чарльза Коппельмана, одного из руководителей EMI Records. Коппельман, однако, не поддержал идею записи англоязычной пластинки, так как, по его мнению, Селене сначала необходимо было расширить фан-базу. К 1994 году Селена выпустила пять успешных альбомов на испанском языке; Копельман пришёл к выводу, что певица достигла высот на испаноязычной сцене, и начал готовиться к записи диска с песнями на английском.

## Запись и релиз
В 1989 году главным музыкальным продюсером Селены стал её брат, Эйби Кинтанилья. Его попросили встретиться с несколькими продюсерами в Нью-Йорке и выбрать тех, кто лучшего всего «вписывался бы в стиль Селены». На тот момент Эйби работал над пластинкой Amor Prohibido, поэтому возможности заняться англоязычным альбомом у него не было. Поскольку представители EMI Records хотели, чтобы пластинка оказалась успешной, они позволили певице выбрать только одну песню, которую она хотела записать для будущего диска. Селена выбрала композицию «Dreaming of You», написанную Франне Голде и Томом Сноу для американской R&B-группы The Jets. Коллектив, однако, отказался от песни, и Голде вскоре передала её Селене. Прослушав демонстрационную запись, Эйби сообщил Селене, что трек ему не понравился, но Селена всё же решила его записать, так как ей понравился текст и общий посыл композиции. Позже, в 2002 году в одном из интервью Эйби рассказал, что довольно «критично» относился к первой демоверсии этой песни, и вскоре поменял своё мнение о ней. Кинтанилья назвал её «одной из лучших, если не самой лучшей, песней с альбома».
«Dreaming of You» была записана 5 марта 1995 года на студии Q-Productions в Корпусе-Кристи. На тот момент у певицы был бронхит, но отец попросил её «постараться» спеть, так как в тот день прибыло несколько продюсеров из Лос-Анджелеса, чтобы послушать песню. Продюсерам понравилось вокальное исполнение Селены и они решили взять за основу первый записанный вариант. Аранжировку для трека сделал американский продюсер Гай Рош. После того, как песня была записана, Селена хотела, чтобы её муж, Крис Перес её послушал. Однако Перес не смог присутствовать на студии во время записи, так как отец Селены попросил его поработать с группой, которой он заинтересовался. В 2012 году в своей книге об отношениях с Селеной Перес выразил сожаление, что не смог тогда посетить репетицию. 31 марта Селену застрелила Йоланда Сальдивар, её лучшая подруга и бывший руководитель фан-клуба. После смерти Селены Франне Голде записала дополнительные партии бэк-вокала. «Dreaming of You» была выпущена 14 августа 1995 года в качестве ведущего сингла с одноимённого альбома. Вышедшая в тот же день песня «Techno Cumbia» послужила би-сайдом к синглу.

## Список композиций
| - CD и аудиокассета (США, Великобритания) 1. «Dreaming of You» (radio edit) — 4:15 2. «Dreaming of You» (album version) — 5:15 - Японский макси-сингл 1. «I Could Fall in Love» — 4:41 2. «Dreaming of You» — 5:14 3. «Sukiyaki» — 3:11 | - Мексиканский CD-сингл 1. «Dreaming of You» (radio edit) — 4:41 2. «Dreaming of You» (album version) — 5:15 3. «Techno Cumbia» (radio edit) — 4:42 4. «Techno Cumbia (Brazilian nut remix)» — 5:58 - Испанский CD-сингл 1. «Dreaming of You» (radio edit) — 4:41 2. «Dreaming of You» (album version) — 5:15 3. «Amor Prohibido» — 2:50 |

## Чарты
| Чарт (1995)                        | Высшая позиция |
| ---------------------------------- | -------------- |
| Канада, Adult Contemporary (RPM)   | 36             |
| США (Billboard Hot 100)            | 22             |
| США (Billboard Adult Contemporary) | 9              |
| США (Billboard Adult Pop Airplay)  | 33             |
| США (Billboard Hot Latin Songs)    | 11             |
| США (Billboard Latin Pop Airplay)  | 9              |
| США (Billboard Pop Airplay)        | 32             |
| США (Billboard Rhythmic)           | 10             |
| США, Tropical Songs (Billboard)    | 13             |
| Чарт (1996)                        | Высшая позиция |
| Канада, Adult Contemporary (RPM)   | 7              |
| США, Billboard Hot 100             | 96             |
| США, Hot Latin Songs (Billboard)   | 18             |
| Чарт (2009)                        | Высшая позиция |
| США, Hot Ringtones (Billboard)     | 30             |